# Axel Eric Melin
Axel Eric Melin, född 1737, död 6 januari 1786, var en svensk organist, organist, domkyrkoorganist och director musices i Uppsala och Västerås. Melin skrev musik till firandet av Gustav III:s kröning 1772, samt kronprins Gustav Adolfs födelse 1778.

## Biografi
Melin föddes 1737. Han gifte sig med Caisa Sjöstedt (1727–1786). De fick tillsammans barnen Nils Hindric (född 1768) och Maria Greta (född 1771). År 1774 blev han musikdirektör i Västerås och 1775 domkyrkoorganist i Västerås församling. 1784–1785 var han domkyrkoorganist och director musices i Uppsala. Melin avled 6 januari 1786.